# 約束の夏、まほろばの夢
『約束の夏、まほろばの夢』（やくそくのなつ、まほろばのゆめ）は、2018年5月25日にういんどみるより発売のPC用18禁恋愛アドベンチャーゲーム。

## あらすじ
不思議な力を持つ幼馴染たちがいる十河凉太は、夏休み前日に神宮りんかと出会う。

## 登場人物
十河凉太
本作の主人公。
神宮 りんか（かみや りんか）
声 - 森谷実園
都会からやってきた明るくてマイペースな女の子。
東 渚沙（あずま なぎさ）
声 - 橘まお
素直になれないツンデレ幼馴染。
一ノ瀬 星里奈（いちのせ せりな）
声 - 手塚りょうこ
剣道一筋の幼馴染。
風見 陽鞠（かざみ ひまり）
声 - 小鳥遊このこ
甘えたがりな性格の幼馴染。
嵐野 祭（あらしの まつり）
声 - 奏雨
クラスのムードメイカー。
三雲 ホタル（みくも ほたる）
声 - 百瀬ぽこ
新聞部員の後輩。
蒼森 歩（あおもり あゆ）
声 - 歩サラ
親元を離れている先輩。
神宮 奈津（かみや なつ）
声 - 美月
神宮りんかの義理の姉。
雨夜 泉実（あまや いずみ）
声 - 月野きいろ
主人公たちの同級生。

## スタッフ
- キャラクターデザイン・原画 - ひさまくまこ、ちこたむ、鳴瀬ひろふみ、鳴海ゆう
- シナリオ - 鏡遊、今科理央、来夢みんと
- 音楽 - Ecnemuse